# Edward Adamski (generał)

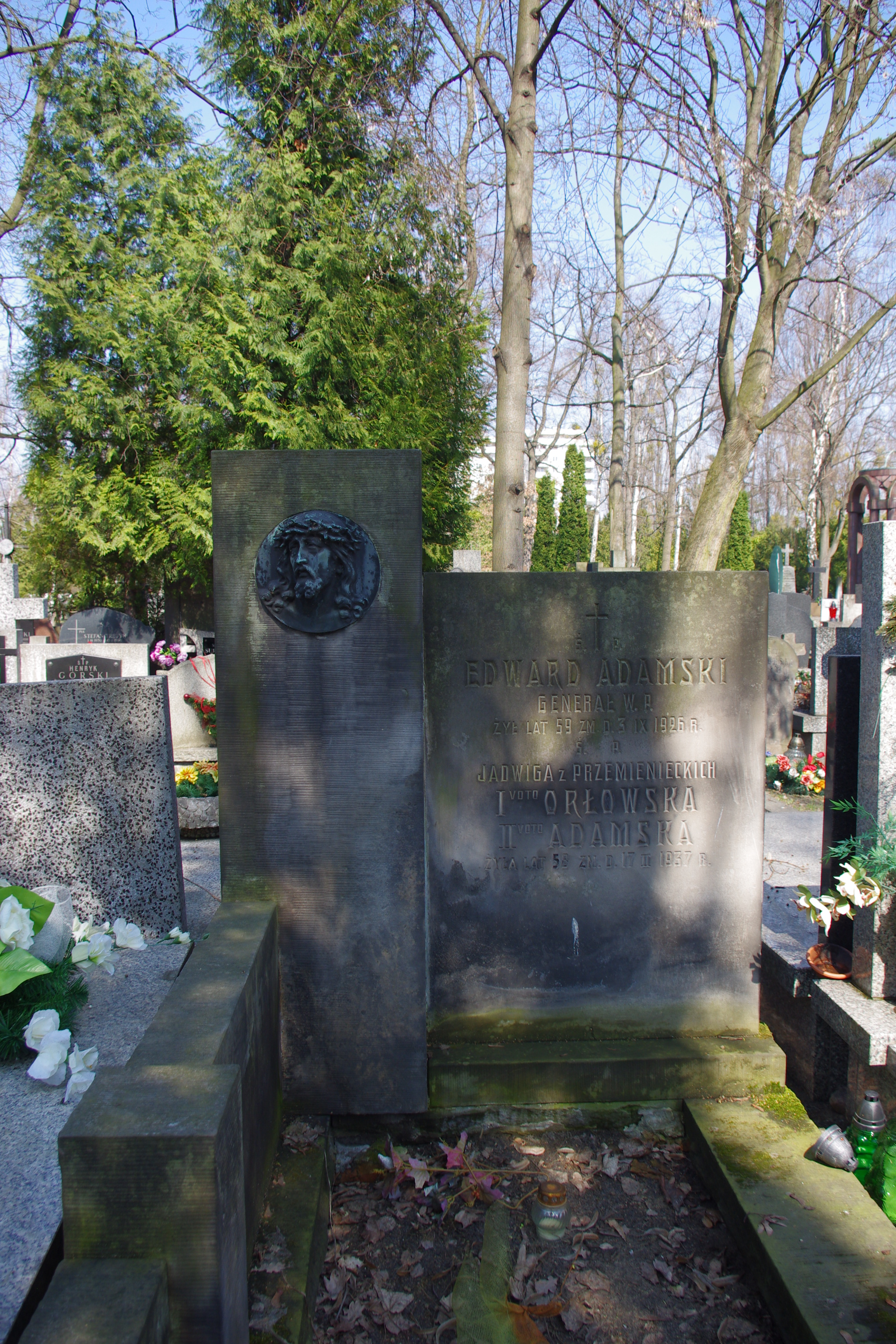
Grób gen. Edwarda Adamskiego (1867-1926) na Cmentarzu Wojskowym na Powązkach w Warszawie

Edward Adamski (ur. 13 listopada 1867 w Stoczku, zm. 3 września 1926 w Warszawie) – generał brygady Wojska Polskiego.

## Życiorys
Urodził się 13 listopada 1867 w Stoczku, w powiecie węgrowskim ówczesnej guberni siedleckiej. Po ukończeniu 6 klasowego Rządowego Męskiego Gimnazjum Klasycznego w Siedlcach kontynuował naukę w Odeskiej Szkole Junkrów Piechoty w Odessie. 4 grudnia 1884 rozpoczął służbę w armii rosyjskiej i pełnił ją do 28 września 1917.
30 kwietnia 1919 przyjęty został do Wojska Polskiego i przydzielony do rezerwy oficerskiej. W czasie wojny z bolszewikami był oficerem Dowództwa Okręgu Etapów Wołkowysk. Od 7 lipca do 4 listopada 1919 dowodził Pułkiem Strzelców Wileńskich. 11 sierpnia na czele pułku wkroczył do Słucka, a następnie osiągnął linię rzeki Berezyny. We wrześniu i październiku nie prowadził większych działań bojowych pozostając w bagnistej puszczy nad Ptyczą i Oressą. W tym czasie czasowo dowodził III Brygadą.
W listopadzie 1919 objął dowództwo III Brygady Litewsko-Białoruskiej, w skład której wchodził Lidzki i Kowieński pułk strzelców. Oba pułki do 9 lipca 1920 pełniły służbę na polsko-litewskiej linii demarkacyjnej. 22 maja 1920 został zatwierdzony z dniem 1 kwietnia 1920 w stopniu pułkownika, w piechocie, „w grupie oficerów byłych Korpusów Wschodnich i byłej armii rosyjskiej”.
W lutym 1920 ukończył VII kurs w Centrum Studiów Artyleryjskich w Warszawie. 16 listopada tego roku został kierownikiem Centrum Wyszkolenia Dowództwa Okręgu Generalnego „Łódź”. Z dniem 1 maja 1921 przeniesiony został w stan spoczynku, w stopniu pułkownika piechoty. 26 października 1923 Prezydent RP Stanisław Wojciechowski zatwierdził go w stopniu generała brygady. Zmarł 3 września 1926 w Warszawie. Pochowany na Cmentarzu Wojskowym na Powązkach (kwatera 12A-8-25).

## Awanse
- podporucznik - 1889
- porucznik - 1893
- sztabskapitan - 1900
- kapitan - 1905
- pułkownik - 1916
- generał brygady - zatwierdzony 26 października 1923 ze starszeństwem z dniem 1 czerwca 1919

## Ordery i odznaczenia
- Order św. Stanisława 2. klasy z mieczami
- Order św. Stanisława 3 klasy z mieczami
- Order Świętej Anny 2 klasy z mieczami
- Order św. Anny 3 klasy z mieczami
- Order Świętego Włodzimierza 4 klasy z mieczami